# Maurice Dean Wint
Maurice Dean Wint est un acteur de cinéma et de télévision canadien d'origine britannique.

## Vie personnelle et carrière
Maurice Dean Wint nait dans le comté du Leicestershire, en Angleterre, et déménage au Canada avec sa famille en 1967. Il commence à monter sur scène à Toronto[réf. nécessaire].
Il est notamment connu pour le rôle de Quentin dans le film d'horreur et de science-fiction Cube. Il obtient également d'autres rôles notables dans Hedwig and the Angry Inch, RoboCop 2021, Psi Factor, chroniques du paranormal et les films et séries télévisées TekWar .
Il a été marié à l'actrice Colette Stevenson[réf. nécessaire].
En 2022, il est nommé dans la catégorie « Meilleure performance principale dans une émission ou une Websérie » lors de la 10e édition des Prix Écrans canadiens en pour la Websérie For the Record (en).

## Filmographie
Sauf indication contraire, les informations mentionnées dans cette section peuvent être confirmées par la base de données cinématographiques IMDb,  présente dans la section « Liens externes ».

### Cinéma
| Année | Titre                             | Rôle                     |
| ----- | --------------------------------- | ------------------------ |
| 1991  | The Reckoning                     | Curt                     |
| 1992  | The Swordsman                     | Escrimeur à l'épée       |
| 1993  | Trial & Error                     | Mike Everett             |
| 1994  | Spenser: Pale Kings and Princes   | Esteva                   |
| 1994  | TekWar                            | Lieutenant Winger        |
| 1995  | Rude                              | Général                  |
| 1995  | Curtis's Charm                    | curtis                   |
| 1997  | Cube                              | Quentin                  |
| 1998  | The Sweetest Gift                 | Réservation              |
| 2000  | The Best Girl                     | Père                     |
| 2001  | Hedwig and the Angry Inch         | sergent. Luther Robinson |
| 2001  | The Little Bear Movie             | Père de Cub (voix)       |
| 2001  | On Their Knees                    | Gimp barman              |
| 2001  | Jane Doe                          | Niles Armstrong          |
| 2002  | Evelyn: The Cutest Evil Dead Girl | Narrateur                |
| 2003  | Nothing                           | Narrateur                |
| 2003  | It All Happens Incredibly Fast    | L'étranger               |
| 2005  | Burnt Toast                       | Poursuite                |
| 2008  | Le Défi de Kylie                  | Davis                    |
| 2010  | Tangled                           | Paolo                    |
| 2014  | My Daughter Must Live             | wagner                   |
| 2018  | Her Stolen Past                   | Enfiler                  |
| 2018  | Honey Bee                         | Dét. Marcheur            |
| 2020  | Fini de jouer                     | Agent Cleary             |
| 2021  | Six Guns for Hire                 | Le Pistolero             |
| 2022  | Brother (en)                      | Samuel                   |

### Télévision
| Année     | Titre                                    | Rôle                                   | Remarques                                                     |
| --------- | ---------------------------------------- | -------------------------------------- | ------------------------------------------------------------- |
| 1993-1995 | X Men                                    | Roi d'ombre                            | Voix : Épisodes: "Tout ce qu'il faut" et "Xavier se souvient" |
| 1994      | RoboCop                                  | Capitaine Éthan                        | Épisode: "Officier porté disparu"                             |
| 1994      | Wild C.A.T.S: le commando galactique     | Helspon                                | Voix : 2 épisodes                                             |
| 1998      | Au-delà du réel : L'aventure continue    | Capitaine                              | Épisode de la saison 4 "Cauchemar"                            |
| 1999-2000 | Mythic Warriors : Gardiens de la légende | Alcyonée / Atlas                       | Voix : 2 épisodes                                             |
| 2001      | RoboCop 2001                             | John Terrence Câble / RoboCâble        | 4 épisodes                                                    |
| 2001-2001 | Quads! de John Callahan                  | Fontaine                               | Voix : 26 épisodes                                            |
| 2003      | Moville Mystères                         | Arnold Keswick/Blind Louie Zee Bonsoir | Voix : Épisode: "Vendu votre âme pour quoi?"                  |
| 2006      | Capitaine Flamingo                       | Le père de Rutger                      | Voix                                                          |
| 2010      | Célibataire cherche                      | Figure mystérieuse                     | Voix : Épisode: "VJ et le Holy Boner"                         |

- Captain Power et les soldats du futur (1987–1988) : Sgt. Robert 'Scout' Baker (22 épisodes)
- Vendredi 13 (1987–1990) : Gil (1 épisode)
- Street Legal (en) (1991) : Joe Minor (2 épisodes)
- TekWar (1994–1996) : Lt Winger (9 épisodes)
- Psi Factor, chroniques du paranormal (1996–1999) : Dr. Curtis Rollins (12 épisodes)
- Frissons (1997) : Narrateur - voix (1 épisode)
- Invasion planète Terre (1998) : Capt. Lucas Johnson (2 épisodes)
- Au-delà du réel : L'aventure continue (1998–1999) : Capt. Roger Kimbro / Jesha  (2 épisodes)
- Traders (en) (1998–1999) : Fatty Size (4 épisodes)
- Destins croisés (1999) : Dr. Sam Heistings, M.D. (1 épisode)
- Power Stone (1999) : Pride Falcon / Gunrock - voix (8 épisodes)
- Twitch City (en) (2000) : Taylor (1 épisode)
- Mystère Zack (2001) : Lucky the Talisman - voix (1 épisode)
- Blue Murder (2001–2002) : Cpl. Nathaniel Sweet/Sgt. Derek Tait (14 épisodes)
- Tom Stone (en) (2003) : Maj. Lakewood (1 épisode)
- Moville Mysteries (2003) : Blind Louie - voix (1 épisode)
- Le roi, c'est moi (2003-2004) : Hugh the Yu-Yu - voix (3 épisodes)
- Delilah et Julius (2005) : Dynimo / Agent Robinson - voix (2 épisodes)
- ReGenesis (2004–2006) : Connor McGuinn (4 épisodes)
- Star ou Boucher (2006) : Father Fish - voix (1 épisode)
- Bruno et les Bananamis (2006) : Narrator - voix
- The Border (2009) : Leonard Drake (1 épisode)
- Les Enquêtes de Murdoch (2009) : John Warton (1 épisode)
- Bloodletting & Miraculous Cures (2010) : Anatomy Lab Professor (1 épisode)
- Les Zybrides (2010) : Narrator / Dreamworm - voix (2 épisode)
- Haven (2010–2012; 2015) : Agent Byron Howard (8 épisodes)
- Razzberry Jazzberry Jam (2008–2011) : RC the Double Bass - voix (7 épisodes)
- The Listener (2011) : Officer Dewhurst (1 épisode)
- Heartland (2011) : Martin (1 épisode)
- Flashpoint (2012) : Detective Rene Meyer (1 épisode)
- Le Transporteur (2014) : Wilson (1 épisode)
- Shoot the Messenger (2016) : Phil Hardcastle (8 épisodes)
- Suits (2017) : Rick Dunn (1 épisode)
- Les Enquêtes de Murdoch (2017) : Raymond Hatch (1 épisode)
- Trailer Park Boys: The Animated Series (2019) : Teddy - voix (1 épisode)
- Diggstown (2019-2020) : Austin Diggs (6 épisodes)
- SurrealEstate (2021–) : August Ripley

### Jeux vidéo
| Année | Titre                                    | Rôle            | Remarques |
| ----- | ---------------------------------------- | --------------- | --------- |
| 1998  | Marvel vs. Capcom: Clash of Super Heroes | Onslaught       |           |
| 2000  | Spawn: In the Demon's Hand               | Spawn, Brimston | [ 5 ]     |
| 2011  | Warriors: Legends of Troy                | Rhésos          | [ 5 ]     |

## Distinctions

### Nominations
- 2022 : 10e édition des Prix Écrans canadiens
  - « Meilleure performance principale dans une émission ou une Websérie » pour la Websérie For the Record (en)[4].